# Emilio Márquez Villarroel
Emilio Márquez Villarroel (Badajoz, 15 de octubre de 1827-Sevilla, 29 de octubre de 1888) fue un ingeniero y científico español que enseñó matemáticas, ingeniería mecánica y geometría analítica en la Universidad de Sevilla.

## Procedencia familiar
Provenía de una familia rica de terratenientes extremeños. Su padre fue el político liberal Carlos Márquez Rodríguez(1791-1878), su madre Teresa Villarroel Ferrera.

## Escuela y estudios
Márquez Villarroel comenzó su etapa escolar en Badajoz, y ya los trece años se trasladó al Colegio de San Jerónimo de Sevilla. Continuó su educación en Madrid. A partir de 1848 asistió a la Escuela de Ingenieros de Caminos, Canales y Puertos con las mejores notas, por lo que pudo matricularse en la Escuela Normal del Real Instituto Industrial en 1850. Allí recibió el título de ingeniero industrial de ingeniería mecánica después de tres años.

## Profesor y Universidad
Cuando era estudiante, ya reemplazaba con gran éxito a los docentes y, por lo tanto, pudo adquirir más experiencia en la enseñanza y la investigación. El 1 de febrero de 1856 se le encomendó su primera plaza docente universitaria en Sevilla en el campo de la mecánica industrial y la ingeniería mecánica. Allí desarrolló un curso de ingeniería mecánica de 99 unidades. Por dificultades económicas se cerró la Escuela Industrial de Sevilla. El texto sobre ingeniería mecánica (Tratado de la Mecánica Industrial), publicado en 1866, no tuvo continuación porque pasó de su especialización en ingeniería mecánica a las matemáticas. En 1865 se convirtió en catedrático de enseñanza superior de geometría analítica en la Facultad de Ciencias Naturales de la Universidad de Sevilla, y en 1887 también en decano.

## Explorador científico
En 1862 y 1867 visitó las exposiciones universales de Lóndres y París en representación de la ciudad de Sevilla y luego las evaluó científicamente. Las ideas e invenciones que allí encontró deberían ser fructíferas para la sociedad española.

## Familia
Emilio Márquez Villarroel estaba casado con Juana de Cortazar Alfaro y tenía nueve hijos. Vivía con su familia en Sevilla desde su nombramiento como profesor universitario.

## Importancia científica
Emilio Márquez Villarroel fue un científico que trató de crear las condiciones para una exitosa industrialización y modernización general de España en sus campos científicos de ingeniería mecánica, matemáticas y geometría analítica. José Manuel Cano Pavón juzga: 

Márquez Villarroel fue el típico ejemplo del profesor polivalente al que las circunstancias administrativas de la docencia española decimonónica obligaron a dejar las enseñanzas especializadas de mecánica para impartir las más generales del campo de las matemáticas.

## Honores y premios[10]
- Socio de Mérito de la Sociedad Económica de Amigos del País de Badajoz
- Real Academia Sevillana de Buenas Letras; Secretario primero
- Commendador de la Real Orden de Isabel La Católica

## Obras
- Memoria redactada por Emilio Márquez Villarroel en la Exposición universal de Lóndres. Sevilla, 1863.
- Tratado de la Mecánica Industrial. Sevilla 1866.
- La historia general de la matemáticas considerada bajo un punto de vista filosófico. Establecimiento tipografico de la Andalucía, Sevilla 1868.
- Importancia de las matemáticas y conveniencia de su estudio: discurso pronunciado el día 1° de noviembre de 1868 en la Universidad Literaria de Sevilla en la solemne apertura del curso de 1868 á 69. Universidad Literaria de Sevilla, 1868.[11]
- Panorama general del Universo. España: Imprenta y librería española y extranjera de Rafael Tarascó y Lassa, 1881.
- Tratado de Álgebra elemental y superior (traducción de la obra de Raffaele Rubini, Nápoles). Sevilla 1883.
- Teoría de las formas en general y principalmente de las binarias (traducción de la obra de Raffaele Rubini, Nápoles). Sevilla 1885.

## Literatura
- Carlos Jiménez-Placer: Necrologia del señor Don Emilio Márquez Villarroel. Sevilla 1889.
- María Teresa López Díaz: Patrimonio científico de la Universidad de Sevilla. Sevilla 2005, S. 45–47.
- Jorge J. López Vázquez: De la Escuela Industrial de Sevilla a la Escuela Politécnica Superior. Sevilla 2020.